# Indianapolis 500
Indianapolis 500, også kaldet Indianapolis 500-Mile Race eller bare Indy 500, er et årlig racerløb, som bliver holdt på Indianapolis Motor Speedway i Speedway, Indiana, USA. Ræset er 500 miles langt, omkring 805 kilometer, hvilke giver navnet til ræset. Ræset afholdes traditionelt i Memorial Day weekenden, altså den sidste weekend i maj måned.

## Historie
Det første Indianapolis 500 ræs blev kørt i 1911, og blev vundet af Ray Harroun. Det femhundrede miles lange ræs varede 6 timer og 42 minutter, hvor den vindene bil i gennemsnit kørte 72,6 miles i timen. Ræset har side 1911 været afholdt årligt, dog med få undtagelser fra 1917-18 og 1942-45, pga. henholdsvis første og anden verdenskrig. Dog at der ikke var nogen trussel om at blive bombet af fjenden, så blev anlægget og de mange mekanikere som boede omkring banen brugt til at servicere krigsfly fra US Air Force under krigene. Samtidig blev motorsport også bandlyst i USA for at spare på ressourcer, som militæret skulle bruge.
Indianapolis 500 har gennem tiden været del af flere forskellige serier, og været sanktioneret af forskellige autoriteter. Fra det første ræs og frem til 1955 var ræset under American Automobile Association, og var del af det nationale mesterskab. Fra 1955 og frem til 1997 blev ræset sanktioneret af United States Auto Club, og fra 1998 og til i dag er ræset blevet sanktioneret af IndyCar, og er del af IndyCar Series.
Indy 500 var også mellem 1950-60 del af Formel 1 mesterskabet, dog var Formel 1 aldrig en succes på Indy 500, da de fleste europæiske kørere ikke deltog pga. den lange rejse.
Der har været 74 unikke vindere af ræset igennem dets historie. Rekorden for flest sejre er 4, og er delt af A. J. Foyt, Al Unser, Rick Mears og Hélio Castroneves. Den nuværende vinder er svenske Marcus Ericsson, som vandt 2022 udgaven.
En af de mest kendte traditioner omkring Indy 500 er, at vinderen drikker en flaske mælk. Kørere plejer normalt i motorsport at få en flaske champagne, som de kan sprøjte med, men ved Indy 500 er det en flaske mælk. Traditionen kom fra Louis Meyer, som i 1936 blev den første kører nogensinde til at vinde Indy 500 tre gange. Meyer var glad for kærnemælk, og drak det efter sine ræs, men denne gang blev en film optaget af Meyer, som drak mælk, og mejeriindustrien i USA så her en indlysende mulighed for at reklamere for deres mælk, og besluttede derfor at sponsorere ræset, for at sikre at vinderen fik en flaske mælk. Traditionen bed sig fast, og stadig den dag i dag er mælk en ikonisk del af ræset. Flere af vinderne har sagt, at de beholder mælkeflasken som et trofæ fra deres sejr.